# Jannik Sinner
Jannik Sinner (* 16. srpna 2001 Innichen) je italský profesionální tenista. Od června 2024 je světovou jedničkou ve dvouhře, kterou se stal jako dvacátý devátý od zavedení klasifikace v roce 1973 a jako vůbec první italský singlista bez ohledu na pohlaví. V grandslamové dvouhře zvítězil na Australian Open 2024 i 2025 a také US Open 2024 a ve Wimbledonu 2025. Ve své dosavadní kariéře na okruhu ATP Tour vyhrál dvacet singlových turnajů včetně Turnaje mistrů 2024 a čtyř Masterů. K nim přidal jednu deblovou trofej. Na challengerech ATP a okruhu ITF získal pět titulů ve dvouhře a jeden ve čtyřhře.
Na žebříčku ATP byl ve dvouhře nejvýše klasifikován v červnu 2024 na 1. místě a ve čtyřhře v září 2021 na 124. místě. Od července 2022 jej trénuje Australan Darren Cahill. Od roku 2026 by jej měl koučovat Carlos Moyà, který osm let vedl Nadala.
V daviscupovém týmu Itálie debutoval v roce 2021 listopadovým finálovým turnajem proti Spojeným státům americkým, v němž vyhrál nad Johnem Isnerem. V letech 2023 a 2024 dovedl italský výběr k zisku „salátové mísy“, když v obou ročnících zůstal ve dvouhře i ve čtyřhře neporažen. Do září 2025 v soutěži nastoupil k dvanácti mezistátním utkáním s bilancí 12–1 ve dvouhře a 3–3 ve čtyřhře.

## Soukromý život
Narodil se do německy mluvící rodiny ve městě Innichen v Pusterském údolí v Autonomní provincii Bolzano. Vedle němčiny hovoří italsky a anglicky. Žije v Sextenu a bydliště má také v Monte Carlu. Tenis začal hrát v sedmi letech. Rodiče pracují v restauraci sextenské horské chaty Talschlusshütte, otec Johann Sinner jako kuchař a matka Siglinde Sinnerová jako servírka.
Po triumfu na Australian Open 2024 byl s italským vítězným týmem v Davis Cupu 2023 přijat prezidentem republiky Sergiem Mattarellou v římském Kvirinálském paláci, rovněž tak premiérkou Meloniovou a ministrem zahraničí Tajanim.
Během jara 2024 se objevily spekulace, že tvoří pár s ruskou tenistkou Annou Kalinskou. Během French Open 2024 tuto informaci na tiskové konferenci potvrdil.

### Dopingová aféra
20. srpna 2024, den po triumfu na Cincinnati Open 2024, oznámil na sociálních sítích, že byl v březnu téhož roku dvakrát pozitivně testován na anabolické steroidy, konkrétně klostebol. Mezinárodní agentura pro bezúhonnost tenisu jej však nesuspendovala, když přijala jeho vysvětlení, že se látka – v množství méně než jedna miliardtina gramu – do jeho těla dostala, když Sinnerův fyzioterapeut použil sprej obsahující klostebol k ošetření řezné rány na vlastním prstu před tím, než pokračoval v masážích Sinnerových nohou a chodidel bez rukavic. Ztratil však získané body a peněžní odměnu za BNP Paribas Open 2024.
Světová antidopingová agentura (WADA) s rozhodnutím Mezinárodní agentury pro bezúhonnost tenisu nesouhlasila a proti rozhodnutí odvolala. V dubnu 2025 mělo dojít ke slyšení, v únoru 2025 však bylo oznámeno, že se Sinner dohodl s WADA a přijal tříměsíční suspendaci.

## Tenisová kariéra
V rámci událostí okruhu ITF debutoval jako šestnáctiletý během ledna 2018, když ve druhém kole turnaje v Šarm aš-Šajchu podlehl Francouzi Johanu Tatlotovi.
Premiérový titul na challengerech si odvezl z únorového Trofeo Faip–Perrel 2019 v Bergamu. Ve finále přehrál krajana Roberta Marcoru. V sedmnácti letech se tak stal prvním tenistou narozeným ve 21. století, jenž triumfoval na challengeru. Jako poražený finalista skončil na Prosperita Open 2019 v Ostravě, kde jej zastavil Polák Kamil Majchrzak. V dubnu ovládl challenger Kentucky Bank Tennis Championships 2019 v Lexingtonu po výhře nad Australanem Alexem Boltem. V listopadu si pak třetí trofej v této úrovni tenisu odvezl ze Sparkassen ATP Challengeru 2019 v Ortisei, kde v boji o titul porazil Rakušana Sebastiana Ofnera. Stal se tak nejmladším držitelem tří challengerových trofejí v jedné sezóně od Richarda Gasqueta z roku 2003.
Na okruhu ATP Tour debutoval dubnovým Hungarian Open 2019 v Budapešti. Z pozice šťastného poraženého kvalifikanta přehrál na úvod dvouhry Maďara Mátého Valkusze. Ve druhé fázi však nestačil na Srba Lasla Djereho. V rámci série Masters odehrál první utkání na květnovém Internazionali BNL d'Italia 2019 v Římě po obdržení divoké karty. V prvním kole vyřadil Američana Steva Johnsona, ačkoli v duelu čelil soupeřově mečbolu. Poté však získal jen pět gemů na řeckou turnajovou osmičku Stefanose Tsitsipase.
Na divokou kartu startoval na European Open 2019 v Antverpách. Ve druhém kole poprvé v kariéře přehrál člena první světové padesátky, nejvýše nasazeného třináctého hráče žebříčku Gaëla Monfilse. Po výhře nad Američanem Francesem Tiafoem se stal nejmladším semifinalistou na okruhu ATP Tour od 17letého Borny Ćoriće na Swiss Indoors 2014. Před branami finále jej zastavil Stan Wawrinka. V závěru téhož měsíce startoval na vídeňském Erste Bank Open 2019. Po úvodním vítězství nad Philippem Kohlschreiberem si zajistil premiérový posun do elitní světové stovky, jejímž se stal nejmladším členem. Ve vydání žebříčku ATP z 28. října 2019 se posunul ze 101. na 93. příčku.

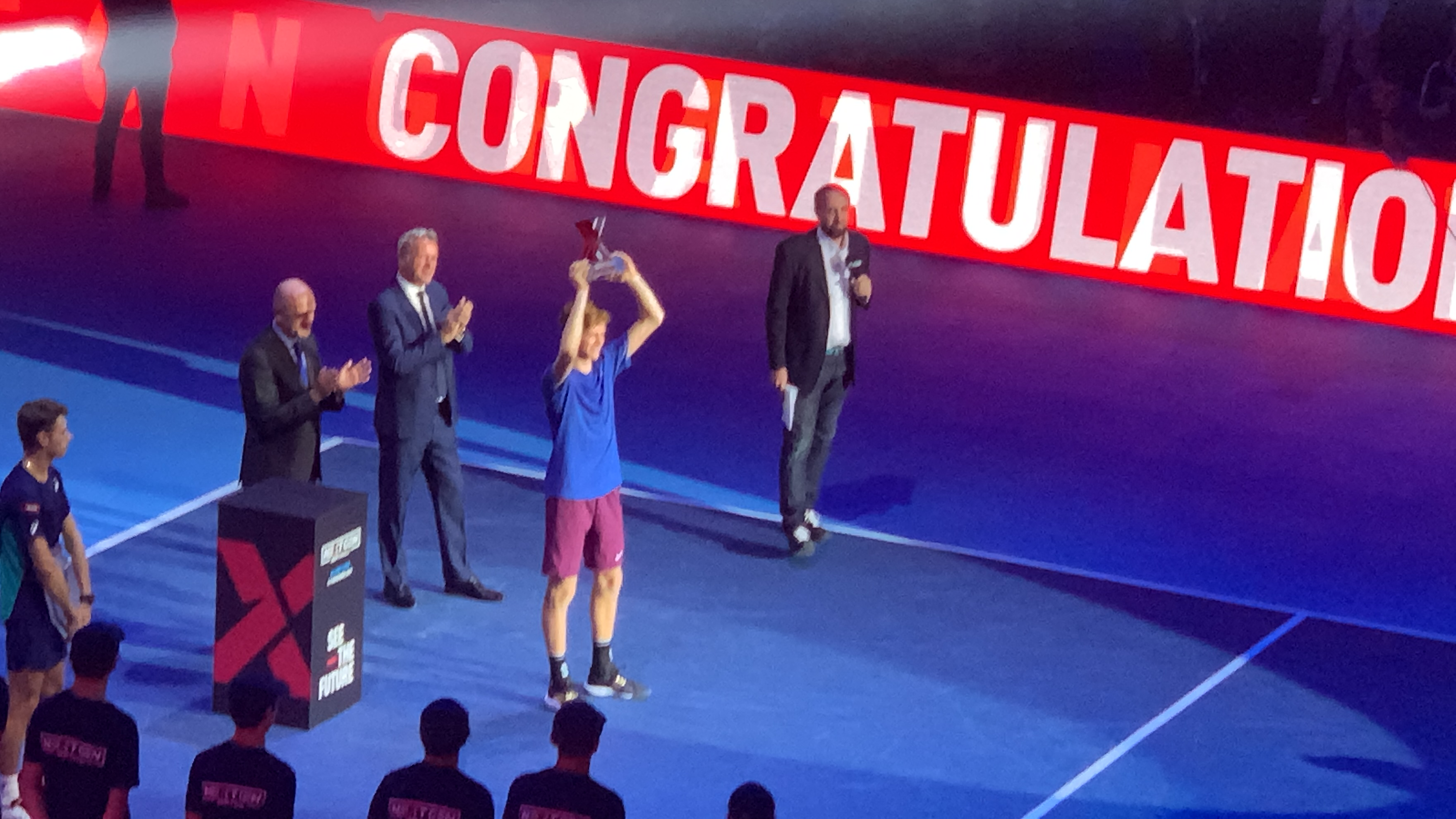
S trofejí pro vítěze Next Gen ATP Finals 2019

Od italských organizátorů získal divokou kartu na závěrečný turnaj sezóny pro nejlepší hráče do 21 let Next Generation ATP Finals 2019 v Miláně, kam přijel jako nejmladší účastník osmičky startujících. Po ovládnutí základní skupiny v semifinále porazil Srba Miomira Kecmanoviće. Ve finálovém duelu si pak poradil, do té doby, s neporaženým nejvýše nasazeným Australanem Alexem de Minaurem. Turnaj ovládl jako jeho nejmladší šampion a odvezl si prémii 372 tisíc dolarů, větší odměnu než činil jeho předchozí výdělek v celé kariéře. Sezónu 2019 rozehrál až na 551. příčce a zakončil ji na 78. místě.
Debut v hlavní soutěži nejvyšší grandslamové kategorie zaznamenal v mužském singlu US Open 2019 po zvládnuté tříkolové kvalifikaci. V úvodním kole hlavní soutěže však nenašel recept na švýcarského šampiona turnaje z roku 2016 Stana Wawrinku po čtyřsetovém průběhu. První vyhraný grandslamový zápas dosáhl na Australian Open 2020 po vítězství nad australským kvalifikantem Maxem Purcellem. Následně podlehl Maďaru Mártonu Fucsovicsovi.
Na rotterdamském ABN AMRO World Tennis Tournament 2020 prošel na divokou kartu do druhé fáze přes Moldavana Radua Albota. V něm poprvé zdolal člena světové desítky, desátého v pořadí Davida Goffina z Belgie. V premiérovém čtvrtfinále kategorie ATP Tour 500 však utržil těsnou porážku od Španěla Pabla Carreña Busty, přestože měl dva mečboly. Na marseillském Open 13 2020 pak vyřadil slovenského kvalifikanta Norberta Gombose a ve druhém kole mu stopku vystavila ruská světová čtyřka Daniil Medveděv.
Na US Open 2020 po koronavirovém přerušení sezóny nestačil v první fázi na jedenáctého nasazeného Rusa Karena Chačanova až ve zkrácené hře páté sady, když předtím neudržel vedení 2:0 na sety. Netradiční podzimní antukovou sezónu zahájil porážkou ve druhém kole Generali Open Kitzbühel. Ve druhém kole domácí Rome Masters podruhé v kariéře porazil hráče z první desítky, když zdolal ve třech setech Řeka Tsitsipase, přestože vedl již 6–1 a 5–2. Ve třetím kole jej vyřadil Bulhar Grigor Dimitrov. Do premiérového grandslamového čtvrtfinále postoupil na French Open 2020, když na úvod vyřadil belgickou turnajovou jedenáctku Davida Goffina. Ve čtvrtém kole přehrál úřadujícího finalistu US Open a světovou sedmičku Alexandra Zvereva. Stal se tak prvním mužským čtvrtfinalistou Roland Garros při svém debutovém startu od Nadalovy premiéry v roce 2005 a v devatenácti letech nejmladším hráčem v této fázi dvouhry od Djokoviće na French Open 2006. Bodový zisk mu zajistil debutový posun mezi elitní světovou padesátku.
V podzimní halové části sezóny se představil na kolínském Bett1Hulks Championship, kde zaznamenal druhou kariérní semifinálovou účast, než mu tři týdny starou porážku oplatila turnajová jednička Alexander Zverev. Na Erste Bank Open po výhře v prvním kole na Ruudem vzdal po třech odehraných gamech zápas druhého kola proti Andreji Rubljovovi. Ze závěrečného turnaje sezóny v Sofii si odvezl první titul. Postupně porazil Fucsovicse, Hüslera, turnajovou trojku a pětku de Minaura a Mannarina, aby v premiérovém finále přehrál Kanaďana Vaska Pospisila poměrem 7–6 v rozhodujícím setu. V 19 letech se tak stal nejmladší vítězem turnaje ATP od triumfu Nišikoriho v Delray Beach 2008 a vůbec prvním hráčem narozeným v 21. století, který dokázal podnik okruhu ATP ovládnout. 

### 2021: Čtyři tituly a posun do top 10
Sezónu zahájil až v únoru netradiční australskou šňůrou na Great Ocean Road Open konané v Melbourne, kde navázal na sérii výher z konce předchozí roku a jako čtvrtý nasazený neztratil cestou do semifinále ani jeden set. V semifinále odvrátil mečbol proti ruské turnajové dvojce Karenu Chačanovi a po zvládnuté zkrácené hře třetího setu a více než tříhodinové bitvě postoupil do druhého kariérní finále. V prvním ryze italském finále na okruhu ATP od roku 1988 zdolal krajana Stefano Travaglia a stal se prvním teenagerem s více než jedním titulem od roku 2006, kdy této mety dosáhl Novak Djoković. Hned následující den nastoupil do prvního kola Australian Open. V roli nenasazeného tenisty mu los přisoudil jedenáctého nasazeného Kanaďana Denise Shapovalova, se kterým prohrál po téměř čtyřhodinovém zápase v pěti setech.

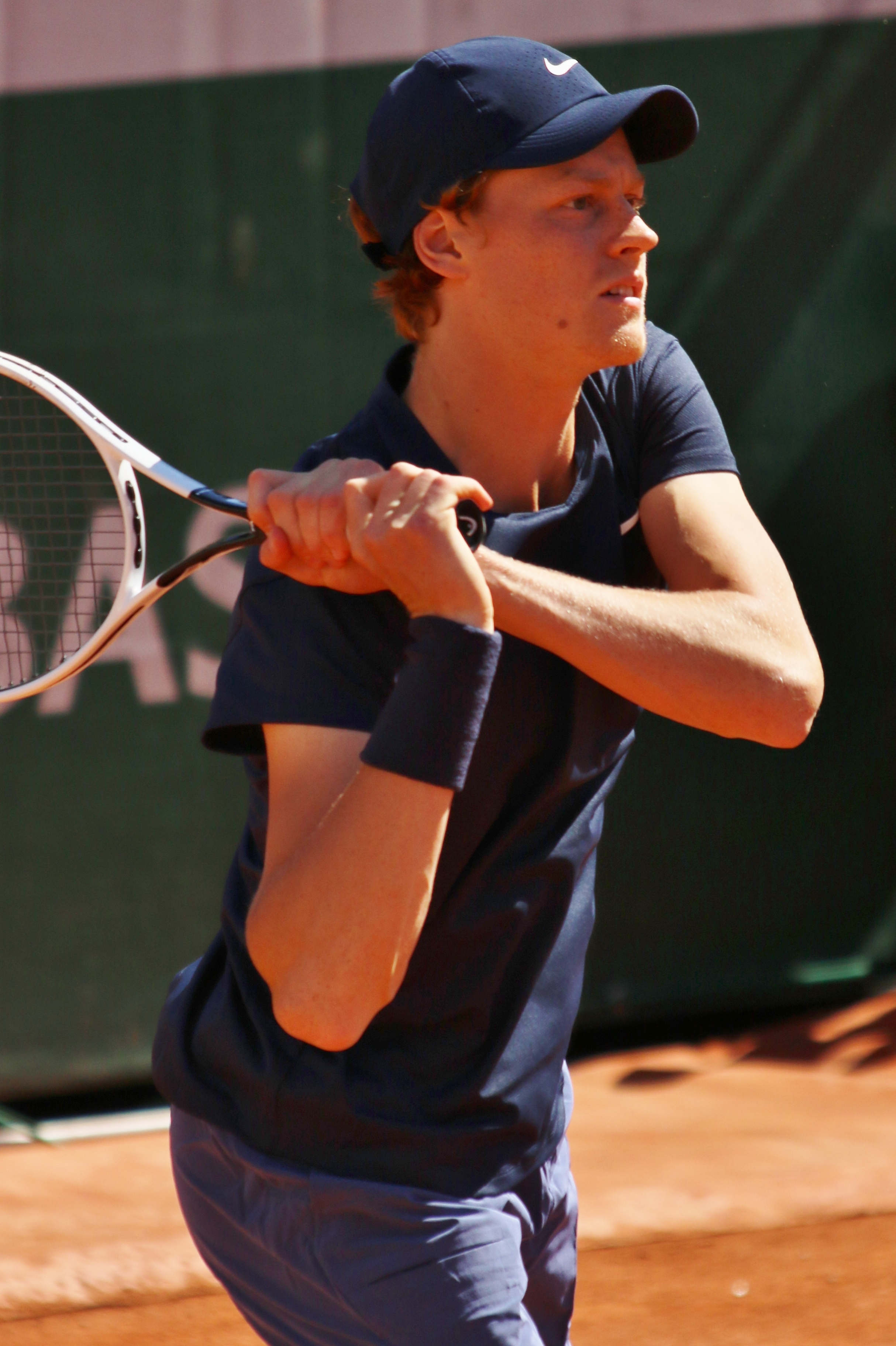
Bekhend na French Open 2021

Pro prohře v prvním kole v Montpellier zaznamenal čtvrtfinálové účasti v Marseille a premiérově v kategorii ATP Tour 500 v Dubaji. V obou případech nestačil na pozdější ruské vítěze turnaje – poprvé na Medveděva, v druhém případě na Karaceva. Miami Open představovalo jeho teprve třetí podnik kategorie ATP Masters 1000, do kterého zasáhl, a první vůbec na tvrdém povrchu. Na jeho raketě dohráli Hugo Gaston, opět Karen Chačanov, Emil Ruusuvuori, Alexandr Bublik a v semifinále Roberto Bautista Agut, čímž zaznamenal premiérovou finálovou účast na takto velkém turnaji. Stal se nejmladším finalistou turnaje Masters od Nadala v roce 2005 a po Agassim, Nadalovi and Djokovićovi čtvrtým teenagerem, který v Miami došel až do boje o titul. Ve finále ve dvou setech nestačil na Poláka a svého občasného deblového kolegu Huberta Hurkacze ve dvou setech.
Během jarní antukové šňůry nastoupil do pěti turnajů, a celkem na třech z nich prohrál s hráči z první světové desítky. V Barceloně ho po čtvrtfinálové výhře nad světovou sedmičkou Rubljovem vyřadil Stefanos Tsitsipas, na Monte-Carlo Masters ve druhém kole světová jednička Novak Djoković a v Římě taktéž ve druhém kole třetí hráč světa Rafael Nadal. Dvě porážky s níže postavenými hráči zaznamenala ve druhém kole madridského masteru proti Popyrinovi a na lyonském podniku s Arthure Rinderknechem. Přesto se díky bodovým ziskům premiérové posunul do první světové dvacítky. Do grandslamového French Open poprvé v kariéře vstoupil jako nasazený hráč na takto velké akci. V prvním kole se ocitl na hraně vyřazení, když proti domácímu Herbertovi musel v závěru čtvrté sady odvracet mečbol. Po nepřesvědčivých výhrách nad Magerem a Ymerem ho druhý rok za sebou vyřadil Rafael Nadal, který mu tentokrát ve čtvrtém kole nadělil ve třetím setu „kanára“.
Bez výhry absolvoval travnatou část sezóny. V londýnském Queen'su ho vyřadil až 309. hráč světa Jack Draper a při wimbledonské premiéře nestačil na Mártona Fucsovicse ve čtyřech setech. Následně oznámil, že se nezúčastní olympijského turnaje, když zmínil, že se chce soustředit na zlepšování své hry. Dal tak přednost souběžně hranému Truist Atlanta Open jako součást severoamerického US Open Series, kde jej v úvodním zápase vyřadil kvalifikant Christopher O'Connell. První kariérní titul si však odvezl z deblové soutěže, do které nastoupil po boku Reillyho Opelky. Sérii čtyř singlových porážek přerušil na Citi Open. Bez ztráty setu přehrál Fina Ruusuvuoriho a Američany Kordu, Johnsona a divokou kartu Brooksbyho, aby postoupil do třetího finále v sezóně. V něm zdolal ve finále za bezmála tři hodiny Mackenzie McDonalda poměrem 7–5 ve třetím setu. V 19 letech se stal nejmladší hráčem, který dokázal ovládnout turnaj z kategorie ATP Tour 500. Se Sebastianem Kordou vytvořil pár pro čtyřhru a společně došli do semifinále.

### 2022: První čtvrtfinalista všech grandslamů narozený v roce 2000 či později

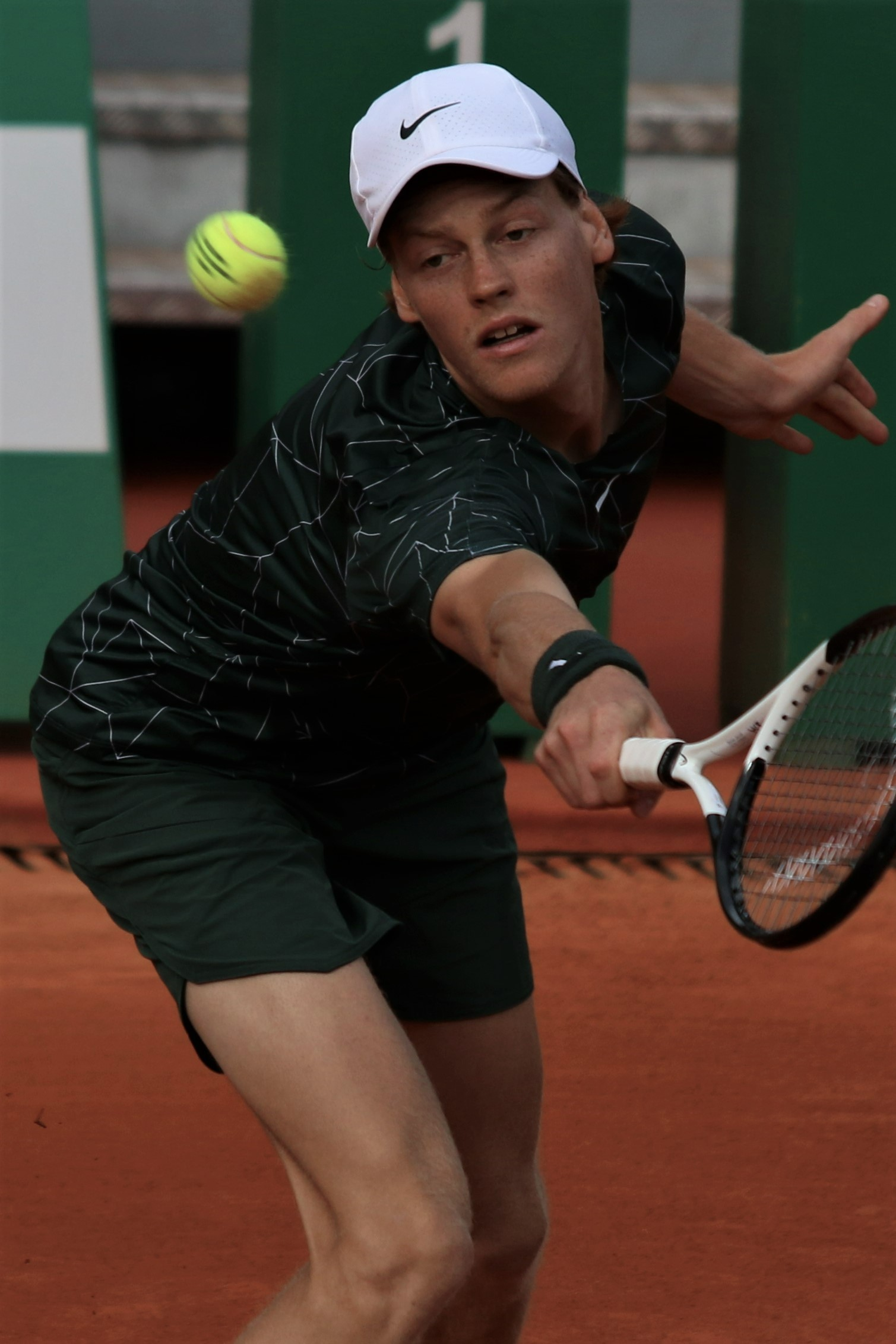
Na Monte-Carlo Rolex Masters 2022 vypadl ve čtvrtfinále se Zverevem

Na Australian Open se jako pátý italský muž probojoval do čtvrtfinále, v němž nestačil na Stefanose Tsitsipase. Na cestě do čtvrtfinále Miami Open odvrátil ve druhém kole tři mečboly Emilu Ruusuvuorimu a dalších pět Pablu Carreñu Bustovi ve třetí fázi. Po výhře nad Nickem Kyrgiosem však v úvodním čtvrtfinálovém setu skrečoval Franciscu Cerúndolovi pro puchýře na noze. Do téže fáze postoupil přes Andreje Rubljova na antukovém Monte-Carlo Rolex Masters, než jej vyřadil Alexander Zverev po více než tříhodinovém boji, který rozhodl až tiebreak závěrečné sady. Další tři mečboly zachránil v úvodním duelu s Tommym Paulem na Mutua Madrid Open. Následně i počtvrté v kariéře zdolal Alexe de Minaura, znamenající jubilejní 100. výhru na túře ATP. Ve třetím utkání ale získal jen tři gamy na Félixe Augera-Aliassimeho. Pařížský major French Open znamenal osmifinálovou skreč Rubljevovi pro zranění levého kolena.
Na travnatém Wimbledonu si připsal vůbec první vítězný zápas, když na úvod přehrál Stana Wawrinku startujícího na divokou kartu. V All England Clubu jej nezastavili ani Mikael Ymer, John Isner a sedmý hráč světa Carlos Alcaraz. S 19letým Španělem odehráli v součtu věků zápas dvou nejmladších hráčů ve čtvrtfinále či pozdější fázi Wimbledonu od čtvrtfinále 1985, v němž se střetli 17letý Becker a 21letý Leconte. Poté prohospodařil vedení 2–0 na sety s trojnásobným obhájcem a světovou jedničkou Novakem Djokovićem. Srb tak na londýnském majoru potřetí otočil ztrátu dvou úvodních sad.
Celkově šestou trofej na túře ATP, a první antukovou, si odvezl z letního Croatia Open Umag. Ve finále podruhé v kariéře zdolal nasazenou jedničku a obhájce titulu Carlose Alcaraze po třísetovém průběhu. Ve třetím kole cincinnatského Western & Southern Open nenašel podruhé v sezóně recept na Augera-Aliassimeho, když nevyužil dva mečboly. Na newyorském majoru US Open 2022 zkompletoval jako první tenista narozený v roce 2000 či později čtvrtfinálové účasti na všech grandslamech a stal se nejmladším takovým hráčem od 20letého Djokoviće v roce 2008. V osmifinále i čtvrtfinále svedl pětisetové bitvy, první z nich proti Iljovi Ivaškovi vítěznou, druhou s Alcarazem neúspěšnou. Proti Španělovi promarnil mečbol ve druhém nejdelším utkání historie US Open, které skončilo po 5 hodinách a 15 minutách. Za rekordním časem 5.26 hodiny duelu Changa a Edberga z roku 1992 zaostalo o 11 minut. Přesto si jejich zápas ve Flushing Meadows připsal primát nejpozději skončeného utkání, které Alcaraz uzavřel pátým esem v ranním čase 2:50.

### 2023: První semifinále grandslamu a titul na Masters a světová čtyřka
Sedmý kariérní titul a šestý z kategorie ATP Tour 250 získal v Montpellier po finále výhře nad Američanem Maximem Cressym. Ve vítězné vlně pokračoval v Rotterdam, kde ve druhém kole oplatil porážku z Melbourne Tsitsipasovi, aby následně postoupil až do finále. V něm jej zastavil 11. hráč světa Daniil Medveděv.

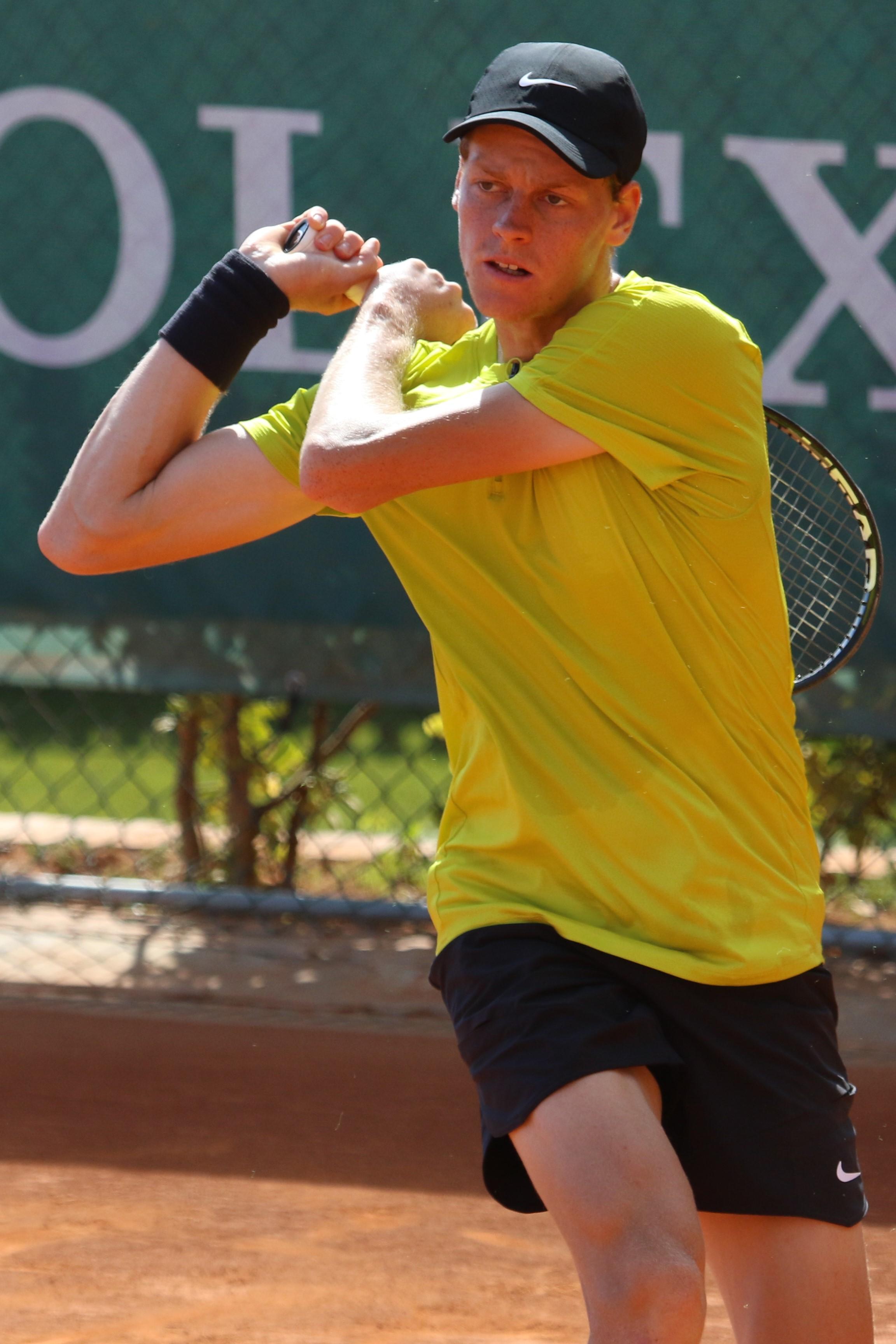
Bekhend na Monte-Carlo Masters 2023

BNP Paribas Open přineslo postup do semifinále po čtvrtfinálové výhře nad pátým hráčem světa a obhájcem triumfu Taylorem Fritzem. V boji o postup do třetího finále v řadě nestačil na Carlose Alcaraze. Na Miami Open poprvé v kariéře porazil světovou jedničku ve dvouhře, když v semifinále oplatil dva týdny starou porážku Alcarazovi. Výhrou přerušil Španělovu šňůru 10 vyhraných zápasů a 21 setů, připravil jej o šanci setrvat na čele světové klasifikace a zároveň srovnal vzájemnou bilanci duelů na 3–3. Ve druhém miamském finále v kariéře jej následně i na šestý pokus porazil Daniil Medveděv. Bodový zisk jej vrátil do první světové desítky.
Ve Wimbledonu poprvé v kariéře postoupil do semifinále grandslamového turnaje. Cestou pavoukem porazil pět hráčů konce první, resp. začátku druhé světové stovky, když nejvýše postaveným hráčem, kterého porazil byl ve třetím kole 79. hráč světa Quentin Halys. Postupně na něj nestačili Argentinci Juan Manuel Cerúndolo (98. místo), Diego Schwartzman (98. místo), v osmifinále Kolumbijec Daniel Elahi Galán (85. místo) a mezi poslední osmičkou Roman Safiullin (92. místo). V semifinále podruhé v řadě nestačil na Novaka Djokoviće.
Na srpnovém National Bank Open hraném v Torontu hrál jako sedmý nasazený. Cestou do třetího finále z kategorii Masters porazil krajana Berrettiniho, po zranění vracejícího se Francouze Monfilse a přemožitele světové jedničky Alcaraze Američana Paula. Ve boji o titul pak zdolal Australana Alexe de Minaura, čímž se stal po Fogninim teprve druhým italským šampionem v turnajích kategorie Masters. Bodový zisk mu zajistil nové kariérní maximu v podobě na šestého místa žebříčku ATP.
Třetí titul v sezóně získal na silně obsazeném China Open, kde startovalo osm hráčů z první světové desítky. V semifinále porazil počtvrté v kariéře Carlose Alcaraze a v boji o titul na sedmý pokus poprvé v kariéře Daniila Medveděva. Již finálová účast mu zajistila posun na nové 4. místo žebříčku ATP jako na nové kariérní maximum. Tím zároveň vyrovnal italské mužské maximum, když na této pozici byl v roce 1976 klasifikován Adriano Panatta. Navazující šanghajský Masters pro něj skončil v osmifinále, kde ho v tiebreaku třetího setu porazila Američan Ben Shelton. Jubilejní desátý titul vybojoval ve vídeňské hale, kde podruhé během měsíce přehrál Medveděva, tentokrát po tříhodinovém a třísetovém duelu. Cestou oplatil porážku Sheltonovi i dva roky starou porážku právě z Vídně dalšímu Američanovi Tiafoeovi.

### 2024: Vítěz Australian Open a světová jednička
Sezónu zahájil bez přípravného turnaje až na prvním grandslamu sezónu Australian Open, kde startoval jako čtvrtý nasazený. Bez ztráty setu postoupil do semifinále, když na jeho raketě postupně dohráli Nizozemci Botic van de Zandschulp a Jesper de Jong, 26. nasazený Argentinec Sebastián Báez, patnáctý nasazený Karen Chačanov a ve čtvrtfinále pátý hráč světa Andrej Rubljov. Ve svém druhém semifinále na majoru vyzval, stejně v jediném předchozím, úřadující světovou jedničku Novaka Djokoviće. Po jasné dominanci Itala v úvodních dvou setech se hra vyrovnala a třetí dějství rozhodla až zkrácená hra ve prospěch obhájce titulu, přestože v ní měl Sinner mečbol. Ve čtvrtém setu se mu podařilo za stavu 2:1 prolomit podání Djokoviće, když přestože v této hře prohrával na podání již 0:40, a náskok brejku udržel až do konce, když za celá zápas nečelil ani jednomu brejkbolu. Vítězstvím ukončil Srbovu 33zápasovou melbournskou neporazitelnost trvající od roku 2019 a zároveň se stal prvním hráčem, jenž porazil ho v semifinále či finále Australian Open. Do finále se dostal vůbec jako první italský signalista bez ohledu na pohlaví. V boji o titul zdolal světovou trojku Daniila Medveděva po pětisetové bitvě trvající 3:44 hodiny, přestože prohrál první dva sety. Stal se tak osmým vítězem grandslamu, který dokázal otočit průběh finále ze stavu 0–2 na sety. Po Pietrangelim na French Open 1959 a 1960, a také Panattovi na French Open 1976, se stal třetím italským mužem, jenž ovládl singlovou soutěž na grandslamu. Ve 22 letech a 165 dnech Sinner představoval nejmladšího melbournského vítěze od 20letého Novaka Djokoviće v roce 2008 a po Alcarazovi druhého grandslamového šampiona narozeného ve 21. století.
Také účast na druhém sezónním turnaji proměnil v titul, když ovládl halový ABN AMRO Open v Rotterdamu. Jediný set mu ve druhém kole odebral 37letý dvojnásobný šampion Gaël Monfils. Přes Milose Raonice a Tallona Griekspoora pak postoupil do finále, v němž přehrál světovou jedenáctku Alexe de Minaura. Poměr vzájemných duelů proti Australanovi navýšil na 7–0 a neporazitelnost na okruhu prodloužil na 15 zápasů. Z předchozích 34 utkání ztratil jen dvě. V kategorii ATP 500 tak po Pekingu a Vídni ovládl třetí turnaj v řadě. Po skončení se posunul o jednu příčku výše, na 3. místo žebříčku ATP, čímž se stal nejvýše postaveným Italem v historii světové klasifikace. Předchozí čtvrtou pozici sdílel s Pannatou.
Ve vítězné formě pokračoval i na prvním Masteru sezónu v Indian Wells, kde prošel mezi poslední čtyřku bez ztráty setu, když mu nejvíce her odebrali ve třetím kole Jan-Lennard Struff a v osmifinále Ben Shelton, kteří oba získala po sedmi gamech. Ve semifinálového utkání tak vstupoval s 19 vyhranými zápasy v řadě a s bilancí 16 výher z 16 utkání v probíhající sezóně. Takový vstup do sezóny se od roku 1988 podařil pouze Federerovi, Samprasovi, Nadalovi a Djokovićovi, přičemž Sinner byl ve 22 letech nejmladším z této skupiny hráčů. První prohru roku mu připravil Carlos Alcaraz. Na Miami Open mu jediný set odebral ve třetím kole Tallon Griekspoor, proti kterému se ocitl v koncovce druhého setu dvě hry od prohry. V semifinále popáté v řadě porazil Medveděva, tentokrát poprvé bez ztráty setu, když povolil obhájci titulu jenom tři hry. Na třetí pokus zvládl miamské finále, když ve finále přehrála Grigora Dimitrova a získal tak druhý titul na Mastersech. Bodový zisk jej poprvé posunul na 2. místo žebříčku, čímž se stal nejvýše postaveným italským singlistou bez ohledu na pohlaví.

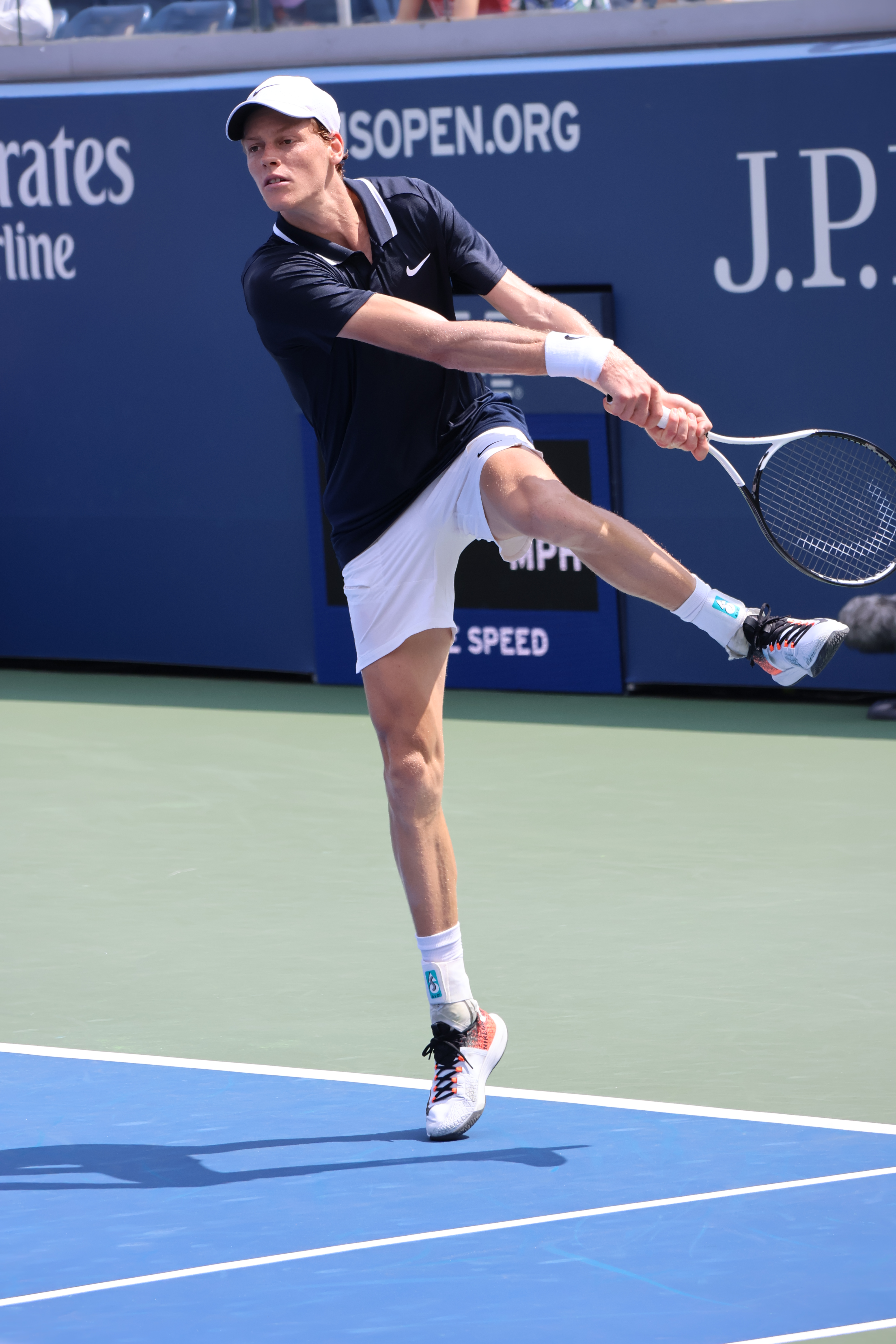
Na US Open 2024 se stal prvním italským vítězem mužské dvouhry amerického grandslamu

První turnaj v roli druhého hráče světa a první antukový podnik sezóny odehrál v Monte Carlu. Mezi poslední osmičkou oplatil porážku ze semifinálové fáze posledního ročníku Dánovi Runeovi a i na čtvrté velké události probíhajícího sezóny postoupil minimálně do semifinále. V něm jej vyřadil Řek Stefanos Tsitsipas. Do čtvrtfinále postoupil i v Madridu, kde hrál jako nejvýše nasazený. Před čtvrtfinále, ve kterém měl být jeho soupeřem Auger-Aliassime, odstoupil pro bolest v kyčli. Stejně zranění ho přinutilo k odhlášení se i z italského Rome Masters.
Přestože se spekulovalo o jeho odhlášení, do French Open nakonec nastoupil a poprvé jako druhý nasazený. Proti obhájci triumfu Djokovićovi usiloval o posun do čela hodnocení, přičemž si mohu sám bez ohledu na výsledek Srba zajistit pozici světové jedničky postupem do finále. Po odstoupení Djokoviće před jeho čtvrtfinálovým duelem získal Sinner jistotu, že se stane v novém vydání žebříčku světovou jedničkou – první italskou světovou jedničkou ve dvouhře bez ohledu a celkově 29. tenistou na této pozici. Sám Sinner postoupil bez ztráty sety až do osmifinále, kde musel otočit duel po první prohrané sadě s domácím Corentinem Moutetet. Ve čtvrtfinále přehrál Grigora Dimitrova a se stal čtvrtým Italem v semifinále pařížského grandslamu. V boji o postup do finále se utkal s Alcarazem. V první fázi utkání dominoval Sinner, který jasně ovládl první set a ve druhém vedl o brejk, než Španěl zlepšenou hrou v kombinaci se Sinnerovými chybami srovnal stav utkání. Ital se sice ujal vedení 2:1 na sety, čtvrté i páté dějství ale prohrál a po více než čtyřech hodinách odešel z utkání poražen.
Prvním turnajem v roli světové jedničky se stalo pro Sinnera travnaté Halle Open. Poté, co v prvních třech utkáních pokaždé prohrál po jednom setu ve zkrácené hře, mu set neodebral v semifinále Čang Č’-čen ani ve finále pátý nasazený Polák a jeho deblový spoluhráč pro tento turnaj Hubert Hurkacz, proti kterému ovládl oba sety právě v tiebreacích. Zkompletoval jako sedmnáctý aktivní tenista tituly ze všech povrchů okruhu. Zároveň se triumfem se stal osmou světovou jedničkou od založení žebříčku ATP v roce 1973, která vyhrála hned na první událost v roli prvního muže klasifikace. Do třetího wimbledonského čtvrtfinále prošel jako první Ital historie, a poprvé jako nejvýše nasazený na grandslamu, přes Němce Yannicka Hanfmanna, krajana Mattea Berrettiniho, Srba Miomira Kecmanoviće a americkou světovou čtrnáctku Bena Sheltona. V pětisetové bitvě však mezi poslední osmičkou podlehl pátému muži klasifikace Daniilu Medveděvovi, který přerušil šňůru pěti vzájemných porážek a v bilanci páru se ujal vedení 7–5 na zápasy.

### 2025: Druhý titul na Australian Open, tříměsíční suspendace a úspěšný návrat na dvorce
Do sezóny vstoupil bez přípravného turnaje až na Australian Open, kde obhajoval titul. První set mu odebral překvapivě už ve druhém kole Australan Tristan Schoolkate z konce druhé světové stovky. V osmifinále zvládl čtyřsetový souboj s Dánem Runem, přestože se v zápase musel nechal ošetřovat, měřit tlak a měl viditelné problémy způsobené horkým počasím. Ve čtvrtfinále nedal šanci Alexi de Minaurovi a v semifinále Benu Sheltonovi, proti nimž neztratil ani jeden set. Ve finále pak přehrál i světovou dvojku Alexandra Zvereva, kterému nenabídl ve finálovém utkání ani jeden brejkbol a získal tak třetí grandslamový titul. Trofej na Australian Open obhájil ve 23 letech jako nejmladší od 22letého Jima Couriera v roce 1993, a v rámci celého grandslamu jako nejmladší od 20letého Rafaela Nadala na French Open 2006.
V polovině února bylo oznámeno, že se dohodl s Světovou antidopingovou agenturou a přijal tříměsíční suspendaci. Na dvorce se vrátil začátkem května podnikem v Římě, stále v roli úřadující světové jedničky, když jeho hlavní konkurent v boji o tuto pozici Zverev postoupil během Sinnerovy absence pouze do jednoho semifinále. V prvním zápase po návratu přehrála před domácím publikem Argentice Mariana Navoneho, dále nizozemského lucky losera Jespera de Jonga a 17. nasazeného Francisca Cerúndola. Ve čtvrtfinále deklasoval čerstvého vítěze madridské tisícovky Caspera Ruuda, kterému povolil jediný game. V semifinále ztratila proti Američanovi Tommy Paulovi první sadu, v další průběhu utkání už ale opět dominoval a postoupil do svého největší antukového finále a prvního od Croatia Open Umag 2022. Do finále Rome Masters postoupil jako první Ital od Adriana Panatty v roce 1978. V něm se utkal se španělskou světovou trojkou Carlosem Alcarazem. V závěru první sady nevyužil Sinner dvě setbolové příležitosti, aby následně prohrál zkrácenou hru, čímž skončila jeho šňůra 24 vyhraných setů proti členům první světové desítky. Ve druhém setu zvládl uhrát pouze jednu hru a prohrál tak sedmý z jedenácti vzájemných duelů se Španělem a čtvrtý v řadě. Jednalo se o jeho první porážku po 26 vítězných duelech trvají od finále China Open 2024, kde jej porazil právě Alcaraz. Zároveň prohrál zápas bez získaného setu poprvé od listopadu 2023 – po 546 dnech –, když naposledy se tak stalo ve finále Turnaje mistrů 2023 proti Djokovićovi.

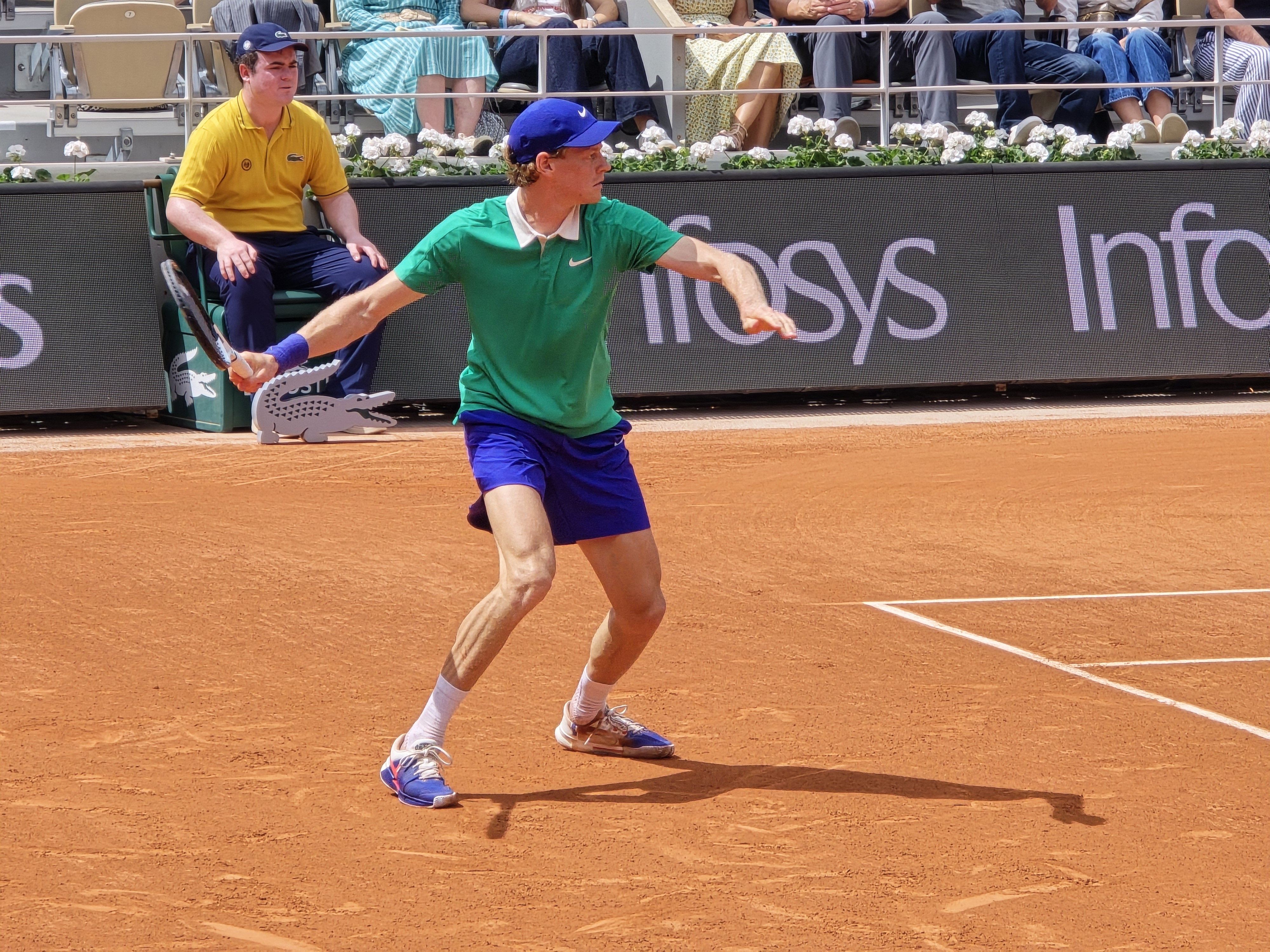
Na French Open usiloval o třetí grandslam v řadě

Ve druhém kole French Open ukončil poslední turnaj kariéra pro bývalou světovou sedmičku Richarda Gasqueta. Ve třetím kole deklasoval Čecha Jiřího Lehečku, kterému povolila za celé utkání jenom tři hry. Osm her proti němu získal 17. nasazený Andrej Rubljov a ve čtvrtfinále jenom šest kazachstánské překvapení turnaje Alexandr Bublik, z toho pět ve vyrovnané druhé sadě. V semifinále zvládnul večerní utkání s Novakem Djokovićem bez ztráty setu, přestože ke konci třetí sady musel odvracet tři setboly Srba, kterého porazil počtvrté v řadě a ujal se ve vzájemných zápasech vedení 5–4. V ostře sledovaném finále se po třech týdnech utkal s Alcarazem, přičemž se jednalo o jejich první souboj ve finále majoru. Proti Španělovi získal první dvě sady, než ve třetí neudržel náskok brejku a set ztratil, čímž přišel o vítěznou sérii 31  vyhraných setů na grandslamu za sebou, když se jednalo se o takovou čtvrtou nejdelší v otevřené éře. Ve čtvrté sadě neproměnil za stavu 5–3 a 40:0 tři mečboly v řadě a duel v dalším gamu nedopodával. Naopak sám dokázal pak v rozhodujícím dějství dokázal smazal ztrátu podání, kdy Alcaraz podával na vítězství. O vítězi nakonec rozhodla zkrácené hra pátého setu do 10 bodů, v níž Sinner získal pouze dva body. Délkou 5 hodin a 29 minut se jednalo nejdelší finále na French Open a po finále Australian Open 2012 druhé nejdelší v historii. Sinner tak prohrál osmý vzájemný duel s Alcarazem z odehraným dvanácti, ale pátý za sebou a i pátý na grandslamu, a i sedmý zápas kariéry trvající déle než 3:50 hodiny. Na grandslamu skončila jeho 20zápasová neporazitelnost Sinnera.
Travnatou část sezóny otevřel v roli obhájce titulu v Halle. Ve druhém kole mu čerstvou porážku z French Open oplatil Alexandr Bublik, který tak ukončil jeho šňůru 66 výher proti hráčům mimo top 20 datovaná od Cincinnati Open 2023, a zároveň šňůru 19 čtvrtfinálových účasti v řadě. Prvními třemi koly Wimbledonu prošel bez ztráty setu, když ztratil pouze 17 gamů. Na hraně vyřazení se ocitl v osmifinále, když proti Grigoru Dimitrovovi ztratil úvodní dva sety, než Bulhar v průběhu třetího dějství utkání skrečoval pro natrhnutí prsního svalu. Mezi poslední osmičkou pošesté v řadě bez ztráty setu přehrál Američana Bena Sheltona. Ve svém druhém wimbledonském semifinále oplatil porážku z roku 2023 ze stejné fáze turnaje Djokovićovi a postoupil do finále. Ve 23 letech a 318 dnech zkompletoval finále na všech čtyřech grandslamech jako druhý nejmladší hráč po 22letém Jimu Courierovi a vůbec nejmladší hráčem v otevřené éře, který postoupil do čtyř grandslamových finále v řadě. V boji o titul se opět utkal s Alcarazem, čímž v otevřené éře vytvořili druhou dvojici, která v jediné sezóně odehrála finále Roland Garros a Wimbledonu. Tentokrát odešel ze souboje vítězně, když otočil utkání po ztracené první sadě. Přerušil tím sérii pěti vzájemných porážek a celkovou pasivní bilanci vzájemných výher snížil na 5–8. Ve Wimbledonu se stal prvním italským vítězem dvouhry bez ohledu na pohlaví. Na okruhu ATP Tour vyhrál jubilejní dvacátý titul a čtvrtý grandslamový.

## Finále na Grand Slamu

### Mužská dvouhra: 5 (4–1)
| Stav      | rok  | turnaj              | povrch | soupeř ve finále | výsledek                                |
| --------- | ---- | ------------------- | ------ | ---------------- | --------------------------------------- |
| Vítěz     | 2024 | Australian Open     | tvrdý  | Daniil Medveděv  | 3–6, 3–6, 6–4, 6–4, 6–3                 |
| Vítěz     | 2024 | US Open             | tvrdý  | Taylor Fritz     | 6–3, 6–4, 7–5                           |
| Vítěz     | 2025 | Australian Open (2) | tvrdý  | Alexander Zverev | 6–3, 7–6(7–4), 6–3                      |
| Finalista | 2025 | French Open         | antuka | Carlos Alcaraz   | 6–4, 7–6(7–4), 4–6, 6–7(3–7), 6–7(2–10) |
| Vítěz     | 2025 | Wimbledon           | tráva  | Carlos Alcaraz   | 4–6, 6–4, 6–4, 6–4                      |

## Finále na okruhu ATP Tour
| Legenda                       |
| ----------------------------- |
| D – dvouhra; Č – čtyřhra      |
| Grand Slam (3–2 D)            |
| Turnaj mistrů (1–1 D)         |
| ATP Tour Masters 1000 (4–4 D) |
| ATP Tour 500 (5–2 D)          |
| ATP Tour 250 (6–0 D, 1–0 Č)   |

### Dvouhra: 28 (20–8)
| Stav      | č.  | datum              | turnaj                                    | kategorie     | povrch    | soupeř ve finále   | výsledek                                |
| --------- | --- | ------------------ | ----------------------------------------- | ------------- | --------- | ------------------ | --------------------------------------- |
| Vítěz     | 1.  | 14. listopadu 2020 | Sofie, Bulharsko                          | ATP 250       | tvrdý (h) | Vasek Pospisil     | 6–4, 3–6, 7–6(7–3)                      |
| Vítěz     | 2.  | 7. února 2021      | Melbourne, Austrálie                      | ATP 250       | tvrdý     | Stefano Travaglia  | 7–6(7–4), 6–4                           |
| Finalista | 1.  | 4. dubna 2021      | Miami, Spojené státy                      | ATP 1000      | tvrdý     | Hubert Hurkacz     | 6–7(4–7), 4–6                           |
| Vítěz     | 3.  | 8. srpna 2021      | Washington, D.C., Spojené státy           | ATP 500       | tvrdý     | Mackenzie McDonald | 7–5, 4–6, 7–5                           |
| Vítěz     | 4.  | 3. října 2021      | Sofie, Bulharsko (2)                      | ATP 250       | tvrdý (h) | Gaël Monfils       | 6–3, 6–4                                |
| Vítěz     | 5.  | 24. října 2021     | Antverpy, Belgie                          | ATP 250       | tvrdý (h) | Diego Schwartzman  | 6–2, 6–2                                |
| Vítěz     | 6.  | 31. července 2022  | Umag, Chorvatsko                          | ATP 250       | antuka    | Carlos Alcaraz     | 6–7(5–7), 6–1, 6–1                      |
| Vítěz     | 7.  | 12. února 2023     | Montpellier, Francie                      | ATP 250       | tvrdý (h) | Maxime Cressy      | 7–6(7–3), 6–3                           |
| Finalista | 2.  | 19. února 2023     | Rotterdam, Nizozemsko                     | ATP 500       | tvrdý (h) | Daniil Medveděv    | 7–5, 2–6, 2–6                           |
| Finalista | 3.  | 2. dubna 2023      | Miami, Spojené státy                      | ATP 1000      | tvrdý     | Daniil Medveděv    | 5–7, 3–6                                |
| Vítěz     | 8.  | 13. srpna 2023     | Toronto, Kanada                           | ATP 1000      | tvrdý     | Alex de Minaur     | 6–4, 6–1                                |
| Vítěz     | 9.  | 4. října 2023      | Peking, Čína                              | ATP 500       | tvrdý     | Daniil Medveděv    | 7–6(7–2), 7–6(7–2)                      |
| Vítěz     | 10. | 29. října 2023     | Vídeň, Rakousko                           | ATP 500       | tvrdý (h) | Daniil Medveděv    | 7–6(9–7), 4–6, 6–3                      |
| Finalista | 4.  | 19. listopadu 2023 | Turín, Itálie                             | Turnaj mistrů | tvrdý (h) | Novak Djoković     | 3–6, 3–6                                |
| Vítěz     | 11. | 28. ledna 2024     | Australian Open, Melbourne, Austrálie     | Grand Slam    | tvrdý     | Daniil Medveděv    | 3–6, 3–6, 6–4, 6–4, 6–3                 |
| Vítěz     | 12. | 18. února 2024     | Rotterdam, Nizozemsko                     | ATP 500       | tvrdý (h) | Alex de Minaur     | 7–5, 6–4                                |
| Vítěz     | 13. | 31. března 2024    | Miami, Spojené státy                      | ATP 1000      | tvrdý     | Grigor Dimitrov    | 6–3, 6–1                                |
| Vítěz     | 14. | 23. června 2024    | Halle, Německo                            | ATP 500       | tráva     | Hubert Hurkacz     | 7–6(10–8), 7–6(7–2)                     |
| Vítěz     | 15. | 19. srpna 2024     | Cincinnati, Spojené státy                 | ATP 1000      | tvrdý     | Frances Tiafoe     | 7–6(7–4), 6–2                           |
| Vítěz     | 16. | 8. září 2024       | US Open, New York, Spojené státy          | Grand Slam    | tvrdý     | Taylor Fritz       | 6–3, 6–4, 7–5                           |
| Finalista | 5.  | 2. října 2024      | Peking, Čína                              | ATP 500       | tvrdý     | Carlos Alcaraz     | 7–6(8–6), 4–6, 6–7(3–7)                 |
| Vítěz     | 17. | 13. října 2024     | Šanghaj, Čína                             | ATP 1000      | tvrdý     | Novak Djoković     | 7–6(7–4), 6–3                           |
| Vítěz     | 18. | 17. listopadu 2024 | Turín, Itálie                             | Turnaj mistrů | tvrdý (h) | Taylor Fritz       | 6–4, 6–4                                |
| Vítěz     | 19. | 26. ledna 2025     | Australian Open, Melbourne, Austrálie (2) | Grand Slam    | tvrdý     | Alexander Zverev   | 6–3, 7–6(7–4), 6–3                      |
| Finalista | 6.  | 18. května 2025    | Řím, Itálie                               | ATP 1000      | antuka    | Carlos Alcaraz     | 6–7(5–7), 1–6                           |
| Finalista | 7.  | 8. června 2025     | French Open, Paříž, Francie               | Grand Slam    | antuka    | Carlos Alcaraz     | 6–4, 7–6(7–4), 4–6, 6–7(3–7), 6–7(2–10) |
| Vítěz     | 20. | 13. července 2025  | Wimbledon, Londýn, Spojené království     | Grand Slam    | tráva     | Carlos Alcaraz     | 4–6, 6–4, 6–4, 6–4                      |
| Finalista | 8.  | 18. srpna 2025     | Cincinnati, Spojené státy                 | ATP 1000      | tvrdý     | Carlos Alcaraz     | 0–5skreč                                |

### Čtyřhra: 1 (1–0)
| Stav  | č. | datum         | turnaj                 | kategorie | povrch | spoluhráč     | soupeři ve finále             | výsledek              |
| ----- | -- | ------------- | ---------------------- | --------- | ------ | ------------- | ----------------------------- | --------------------- |
| Vítěz | 1. | 1. srpna 2021 | Atlanta, Spojené státy | ATP 250   | tvrdý  | Reilly Opelka | Steve Johnson Jordan Thompson | 6–4, 6–7(6–8), [10–3] |

## Finále Next Gen ATP Finals

### Dvouhra: 1 (1–0)
| Stav  | č. | datum             | turnaj        | povrch    | soupeř ve finále | výsledek      |
| ----- | -- | ----------------- | ------------- | --------- | ---------------- | ------------- |
| Vítěz | 1. | 9. listopadu 2019 | Milán, Itálie | tvrdý (h) | Alex de Minaur   | 4–2, 4–1, 4–2 |

## Finále soutěží družstev: 2 (2–0)
| Výsledek | č. | datum a místo konání                                                                   | spoluhráči                                                        | soupeři                                                                 | skóre |
| -------- | -- | -------------------------------------------------------------------------------------- | ----------------------------------------------------------------- | ----------------------------------------------------------------------- | ----- |
| Vítěz    | 1. | Davis Cup 2023 26. listopadu 2023 Málaga, Španělsko tvrdý (hala), Martin Carpena Arena | Lorenzo Musetti Matteo Arnaldi Lorenzo Sonego Simone Bolelli      | Austrálie                                                               | 2–0   |
| Vítěz    | 1. | Davis Cup 2023 26. listopadu 2023 Málaga, Španělsko tvrdý (hala), Martin Carpena Arena | Lorenzo Musetti Matteo Arnaldi Lorenzo Sonego Simone Bolelli      | Alex de Minaur Jordan Thompson Alexei Popyrin Max Purcell Matthew Ebden | 2–0   |
| Vítěz    | 2. | Davis Cup 2024 24. listopadu 2023 Malaga, Španělsko tvrdý (hala), Martin Carpena Arena | Lorenzo Musetti Matteo Berrettini Andrea Vavassori Simone Bolelli | Nizozemsko                                                              | 2–0   |
| Vítěz    | 2. | Davis Cup 2024 24. listopadu 2023 Malaga, Španělsko tvrdý (hala), Martin Carpena Arena | Lorenzo Musetti Matteo Berrettini Andrea Vavassori Simone Bolelli | Tallon Griekspoor Botic van de Zandschulp Jesper de Jong Wesley Koolhof | 2–0   |

## Finále na challengerech ATP a okruhu Futures
| Legenda                  |
| ------------------------ |
| Challengery (3–1 D; 0 Č) |
| Futures (2–1 D; 1–0 Č)   |

### Dvouhra: 7 (5–2)
| Stav      | č. | datum         | turnaj                   | povrch    | soupeř ve finále  | výsledek      |
| --------- | -- | ------------- | ------------------------ | --------- | ----------------- | ------------- |
| Finalista | 1. | srpen 2018    | Santa Cristina, Itálie   | antuka    | Peter Heller      | 1–6, 3–6      |
| Vítěz     | 1. | únor 2019     | Bergamo, Itálie          | tvrdý (h) | Roberto Marcora   | 6–3, 6–1      |
| Vítěz     | 1. | březen 2019   | Trento, Itálie           | tvrdý (h) | Jeremy Jahn       | 6–3, 6–4      |
| Vítěz     | 2. | březen 2019   | Pula, Itálie             | antuka    | Andrea Pellegrino | 6–1, 6–1      |
| Finalista | 1. | květen 2019   | Ostrava, Česko           | antuka    | Kamil Majchrzak   | 1–6, 0–6      |
| Vítěz     | 2. | srpen 2019    | Lexington, Spojené státy | tvrdý     | Alex Bolt         | 6–4, 3–6, 6–4 |
| Vítěz     | 3. | listopad 2019 | Ortisei, Itálie          | tvrdý (h) | Sebastian Ofner   | 6–2, 6–4      |

### Čtyřhra: 1 (1–0)
| Stav  | č. | datum      | turnaj                            | povrch | spoluhráč        | soupeři ve finále            | výsledek      |
| ----- | -- | ---------- | --------------------------------- | ------ | ---------------- | ---------------------------- | ------------- |
| Vítěz | 1. | srpen 2018 | Santa Cristina Valgardena, Itálie | antuka | Giacomo Dambrosi | Maxime Mora Nicolò Turchetti | 6–2, 7–6(7–4) |

## Chronologie výsledků na Grand Slamu

### Dvouhra
| Turnaj          | 2019    | 2020    | 2021    | 2022    | 2023    | 2024  | 2025  | SR     | V–P   |
| --------------- | ------- | ------- | ------- | ------- | ------- | ----- | ----- | ------ | ----- |
| Australian Open | A       | 2. kolo | 1. kolo | ČF      | 4. kolo | Vítěz | Vítěz | 2 / 6  | 22–4  |
| French Open     | A       | ČF      | 4. kolo | 4. kolo | 2. kolo | SF    | F     | 0 / 6  | 22–6  |
| Wimbledon       | 1Q      | NH      | 1. kolo | ČF      | SF      | ČF    | Vítěz | 1 / 5  | 20–4  |
| US Open         | 1. kolo | 1. kolo | 4. kolo | ČF      | 4. kolo | Vítěz |       | 1 / 6  | 18–5  |
| výhry–prohry    | 0–1     | 5–3     | 6–4     | 15–4    | 12–4    | 23–2  | 20–1  | 4 / 23 | 81–19 |

| Legenda | Legenda                                   | Legenda | Legenda                     |
| ------- | ----------------------------------------- | ------- | --------------------------- |
| SR      | poměr vyhraných turnajů ku všem odehraným | W–L V–P | výhry–prohry                |
| NH      | daný rok se turnaj nekonal                | A       | turnaje se hráč nezúčastnil |
| Q1 / 1Q | prohra v kole kvalifikace                 | 1k / 1R | prohra v daném kole turnaje |
| ČF / QF | prohra ve čtvrtfinále                     | SF      | prohra v semifinále         |
| F       | prohra ve finále                          | Vítěz   | vítězství v turnaji         |

## Vítězství nad hráči Top 10
Přehled
| Sezóna    | 2020 | 2021 | 2022 | 2023 | 2024 | 2025 | Celkem |
| --------- | ---- | ---- | ---- | ---- | ---- | ---- | ------ |
| Vítězství | 3    | 3    | 3    | 13   | 18   | 7    | 47     |

Vítězství
| Č.                                     | hráč               | ATP | turnaj                                         | povrch    | fáze             | skóre                    | Sinner |
| -------------------------------------- | ------------------ | --- | ---------------------------------------------- | --------- | ---------------- | ------------------------ | ------ |
| 2020                                   |                    |     |                                                |           |                  |                          |        |
| 1.                                     | David Goffin       | 10. | Rotterdam, Nizozemsko                          | tvrdý (h) | 2. kolo          | 7–6(9–7), 7–5            | 79.    |
| 2.                                     | Stefanos Tsitsipas | 6.  | Řím, Itálie                                    | antuka    | 2. kolo          | 6–1, 6–7(9–11), 6–2      | 81.    |
| 3.                                     | Alexander Zverev   | 7.  | French Open, Paříž, Francie                    | antuka    | 4. kolo          | 6–3, 6–3, 4–6, 6–3       | 75.    |
| 2021                                   |                    |     |                                                |           |                  |                          |        |
| 4.                                     | Andrej Rubljov     | 7.  | Barcelona, Španělsko                           | antuka    | čtvrtfinále      | 6–2, 7–6(8–6)            | 19.    |
| 5.                                     | Casper Ruud        | 8.  | Vídeň, Rakousko                                | tvrdý (h) | čtvrtfinále      | 7–5, 6–1                 | 11.    |
| 6.                                     | Hubert Hurkacz     | 9.  | ATP Finals, Turín, Itálie                      | tvrdý (h) | základní skupina | 6–2, 6–1                 | 11.    |
| 2022                                   |                    |     |                                                |           |                  |                          |        |
| 7.                                     | Andrej Rubljov     | 8.  | Monte Carlo, Monako                            | antuka    | 3. kolo          | 5–7, 6–1, 6–3            | 12.    |
| 8.                                     | Carlos Alcaraz     | 7.  | Wimbledon, Londýn, Spojené království          | tráva     | 4. kolo          | 6–1, 6–4, 6–7(8–10), 6–3 | 13.    |
| 9.                                     | Carlos Alcaraz     | 5.  | Umag, Chorvatsko                               | antuka    | finále           | 6–7(5–7), 6–1, 6–1       | 10.    |
| 2023                                   |                    |     |                                                |           |                  |                          |        |
| 10.                                    | Stefanos Tsitsipas | 3.  | Rotterdam, Nizozemsko                          | tvrdý (h) | 2. kolo          | 6–4, 6–3                 | 14.    |
| 11.                                    | Taylor Fritz       | 5.  | Indian Wells, Spojené státy                    | tvrdý     | čtvrtfinále      | 6–4, 4–6, 6–4            | 13.    |
| 12.                                    | Andrej Rubljov     | 7.  | Miami, Spojené státy                           | tvrdý     | 3. kolo          | 6–2, 6–4                 | 11.    |
| 13.                                    | Carlos Alcaraz     | 1.  | Miami, Spojené stáy                            | tvrdý     | semifinále       | 6–7(4–7), 6–4, 6–2       | 11.    |
| 14.                                    | Carlos Alcaraz     | 2.  | Peking, Čína                                   | tvrdý     | semifinále       | 7–6(7–4), 6–1            | 7.     |
| 15.                                    | Daniil Medveděv    | 3.  | Peking, Čína                                   | tvrdý     | finále           | 7–6(7–2), 7–6(7–2)       | 7.     |
| 16.                                    | Andrej Rubljov     | 5.  | Vídeň, Rakousko                                | tvrdý (h) | semifinále       | 7–5, 7–6(7–5)            | 4.     |
| 17.                                    | Daniil Medveděv    | 3.  | Vídeň, Rakousko                                | tvrdý (h) | finále           | 7–6(9–7), 4–6, 6–3       | 4.     |
| 18.                                    | Stefanos Tsitsipas | 6.  | ATP Finals, Turín, Itálie                      | tvrdý (h) | základní skupina | 6–4, 6–4                 | 4.     |
| 19.                                    | Novak Djoković     | 1.  | ATP Finals, Turín, Itálie                      | tvrdý (h) | základní skupina | 7–5, 6–7(5–7), 7–6(7–2)  | 4.     |
| 20.                                    | Holger Rune        | 8.  | ATP Finals, Turín, Itálie                      | tvrdý (h) | základní skupina | 6–2, 5–7, 6–4            | 4.     |
| 21.                                    | Daniil Medveděv    | 3.  | ATP Finals, Turín, Itálie                      | tvrdý (h) | semifinále       | 6–3, 6–7(4–7), 6–1       | 4.     |
| 22.                                    | Novak Djoković     | 1.  | Davis Cup – finálový turnaj, Málaga, Španělsko | tvrdý (h) | semifinále       | 6–2, 2–6, 7–5            | 4.     |
| 2024                                   |                    |     |                                                |           |                  |                          |        |
| 23.                                    | Andrej Rubljov     | 5.  | Australian Open, Melbourne, Austrálie          | tvrdý     | čtvrtfinále      | 6–4, 7–6(7–5), 6–3       | 4.     |
| 24.                                    | Novak Djoković     | 1.  | Australian Open, Melbourne, Austrálie          | tvrdý     | semifinále       | 6–1, 6–2, 6–7(6–8), 6–3  | 4.     |
| 25.                                    | Daniil Medveděv    | 3.  | Australian Open, Melbourne, Austrálie          | tvrdý     | finále           | 3–6, 3–6, 6–4, 6–4, 6–3  | 4.     |
| 26.                                    | Daniil Medveděv    | 4.  | Miami, Spojené státy                           | tvrdý     | semifinále       | 6–1, 6–2                 | 3.     |
| 27.                                    | Holger Rune        | 7.  | Monte Carlo, Monako                            | antuka    | čtvrtfinále      | 6–4, 6–7(6–8), 6–3       | 2.     |
| 28.                                    | Grigor Dimitrov    | 10. | French Open, Paříž, Francie                    | antuka    | čtvrtfinále      | 6–2, 6–4, 7–6(7–3)       | 2.     |
| 29.                                    | Hubert Hurkacz     | 9.  | Halle, Německo                                 | tráva     | finále           | 7–6(10–8), 7–6(7–2)      | 1.     |
| 30.                                    | Andrej Rubljov     | 6.  | Cincinnati, Spojené státy                      | tvrdý     | čtvrtfinále      | 4–6, 7–5, 6–4            | 1.     |
| 31.                                    | Alexander Zverev   | 4.  | Cincinnati, Spojené státy                      | tvrdý     | semifinále       | 7–6(11–9), 5–7, 7–6(7–4) | 1.     |
| 32.                                    | Daniil Medveděv    | 5.  | US Open, New York, Spojené státy               | tvrdý     | čtvrtfinále      | 6–2, 1–6, 6–1, 6–4       | 1.     |
| 33.                                    | Daniil Medveděv    | 5.  | Šanghaj, Čína                                  | tvrdý     | čtvrtfinále      | 6–1, 6–4                 | 1.     |
| 34.                                    | Novak Djoković     | 4.  | Šanghaj, Čína                                  | tvrdý     | finále           | 7–6(7–4), 6–3            | 1.     |
| 35.                                    | Alex de Minaur     | 9.  | ATP Finals, Turín, Itálie                      | tvrdý (h) | základní skupina | 6–3, 6–4                 | 1.     |
| 36.                                    | Taylor Fritz       | 5.  | ATP Finals, Turín, Itálie                      | tvrdý (h) | základní skupina | 6–4, 6–4                 | 1.     |
| 37.                                    | Daniil Medveděv    | 4.  | ATP Finals, Turín, Itálie                      | tvrdý (h) | základní skupina | 6–3, 6–4                 | 1.     |
| 38.                                    | Casper Ruud        | 7.  | ATP Finals, Turín, Itálie                      | tvrdý (h) | semifinále       | 6–1, 6–2                 | 1.     |
| 39.                                    | Taylor Fritz       | 5.  | ATP Finals, Turín, Itálie                      | tvrdý (h) | finále           | 6–4, 6–4                 | 1.     |
| 40.                                    | Alex de Minaur     | 9.  | Davis Cup – finálový turnaj, Málaga, Španělsko | tvrdý (h) | semifinále       | 6–3, 6–4                 | 1.     |
| 2025                                   |                    |     |                                                |           |                  |                          |        |
| 41.                                    | Alex de Minaur     | 8.  | Australian Open, Melbourne, Austrálie          | tvrdý     | čtvrtfinále      | 6–3, 6–2, 6–1            | 1.     |
| 42.                                    | Alexander Zverev   | 2.  | Australian Open, Melbourne, Austrálie          | tvrdý     | finále           | 6–3, 7–6(7–4), 6–3       | 1.     |
| 43.                                    | Casper Ruud        | 7.  | Řím, Itálie                                    | antuka    | čtvrtfinále      | 6–0, 6–1                 | 1.     |
| 44.                                    | Novak Djoković     | 6.  | French Open, Paříž, Francie                    | antuka    | semifinále       | 6–4, 7–5, 7–6(7–3)       | 1.     |
| 45.                                    | Ben Shelton        | 10. | Wimbledon, Londýn, Spojené království          | tráva     | čtvrtfinále      | 7–6(7–2), 6–4, 6–4       | 1.     |
| 46.                                    | Novak Djoković     | 6.  | Wimbledon, Londýn, Spojené království          | tráva     | semifinále       | 6–3, 6–3, 6–4            | 1.     |
| 47.                                    | Carlos Alcaraz     | 2.  | Wimbledon, Londýn, Spojené království          | tráva     | finále           | 4–6, 6–4, 6–4, 6–4       | 1.     |
| výhra nad úřadující světovou jedničkou |                    |     |                                                |           |                  |                          |        |